# Giovanni Francesco Buonamici
Giovanni Francesco Buonamici (Prato, 1592 – Prato, 10 gennaio 1669) è stato un diplomatico italiano al servizio di importanti personaggi politici dell'epoca che ebbe una relazione epistolare con Galileo Galilei di cui divenne buon amico.

## Biografia

### La carriera diplomatica

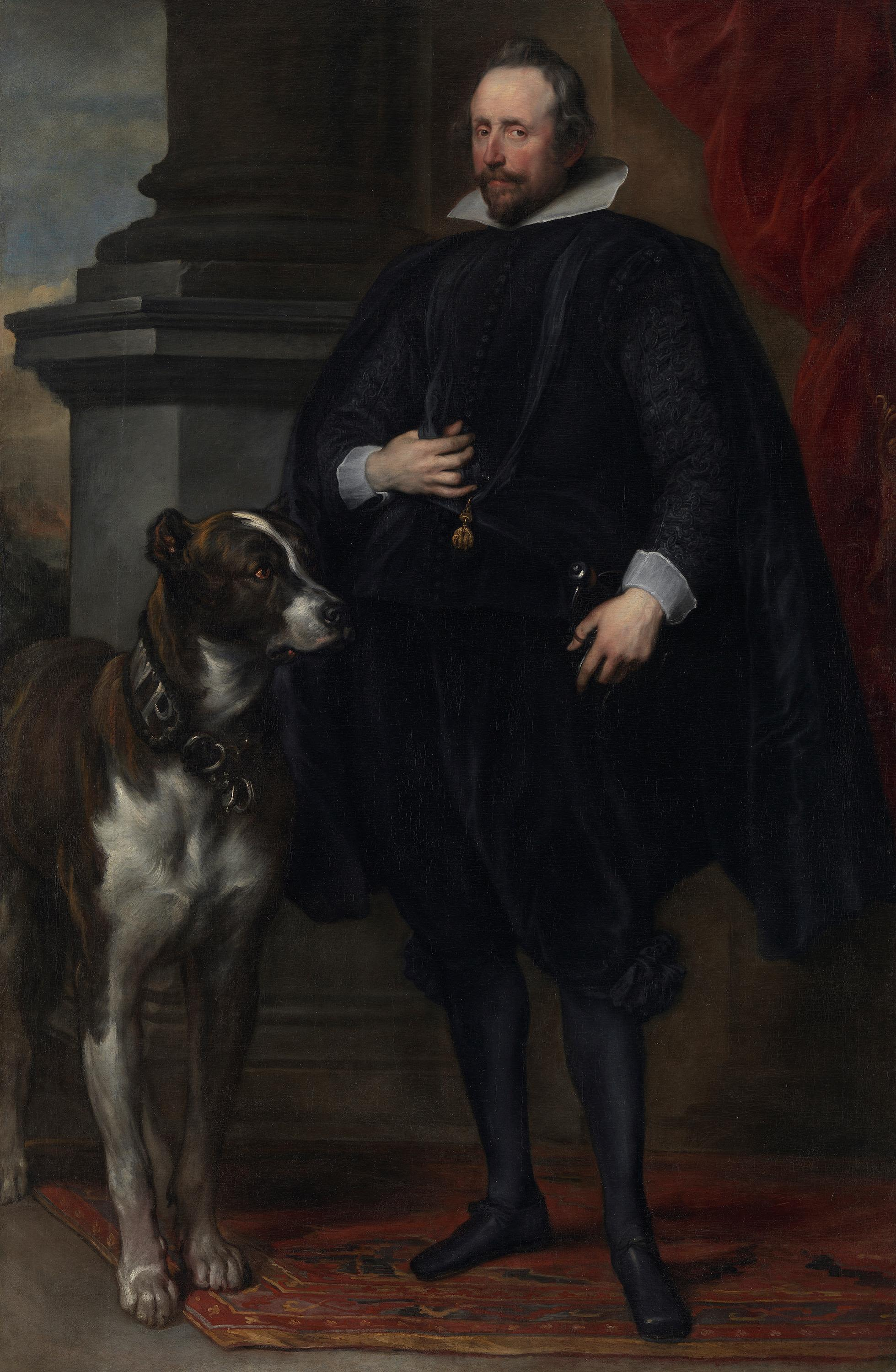
Volfango Guglielmo del Palatinato-Neuburg in un dipinto di Antoon van Dyck

Figlio di Piero di Bonamico e di Livia Camesecchi, per seguire la volontà del padre studiò e si laureò in legge probabilmente a Pisa ma i suoi veri interessi, come scrive a Galileo Galilei il 1º febbraio 1630, erano per le scienze naturali.
Non esercitò la professione forense ma molto giovane si avviò alla carriera diplomatica come segretario del marchese Cosimo Riccardi, ambasciatore granducale con il quale frequentò la corte di papa Paolo V a Roma.
Buonamici, sia per le sue importanti parentele, sia per le sue doti (parlava bene il latino, il tedesco, lo spagnolo e il francese) e sia anche per la sua approfondita competenza nelle norme politiche e diplomatiche del tempo, nel 1622 fu scelto come segretario dal Nunzio pontificio Carafa che lo portò con sé a Vienna presso la corte imperiale dove il Buonamici conobbe e sposò nel 1623 la dama d'onore dell'imperatrice Eleonora Gonzaga, Alessandra Bocchineri, che si adoperò per far ottenere al marito la carica di segretario dell'arciduca Carlo d'Asburgo che lo volle con sé presso la corte spagnola.
Dopo la morte dell'arciduca, Buonamici fu al servizio del duca Volfango Guglielmo del Palatinato-Neuburg presso la corte di Filippo IV a Madrid sino al 1631. In nome del duca Buonamici si impegnò affinché questi fosse indennizzato per i danni causati dall'esercito spagnolo nelle sue terre e gli fosse riconosciuto inoltre il titolo di "serenessimo" che l'infanta Isabella d'Asburgo, governatrice dei Paesi Bassi spagnoli gli negava. Il duca avrebbe voluto anche ricevere la carica di principe elettore ma Buonamici non riuscì a fargliela ottenere. Tuttavia il Neuburg fu grato per i buoni uffici al suo segretario che nominò consigliere di Stato e consigliere privato. Riconoscimenti questi che si aggiungevano a quello che Buonamici aveva già ottenuto nel 1624 con l'ammissione all'Ordine mediceo di S. Stefano.

### La corrispondenza con Galilei
Lo scambio epistolare di Buonamici con Galilei iniziò dopo la loro reciproca conoscenza nel 1629 per il matrimonio del figlio di Galilei Vincenzio con Sestilia Bocchineri, sorella di Alessandra e di Geri Bocchineri, segretario privato del granduca Ferdinando II.
Dalla corte spagnola Buonamici incaricava Galilei di svolgere i suoi buoni uffici per la realizzazione di progetti che avrebbe voluto realizzare (come quello di creare una compagnia toscana di navigazione presso il porto di Livorno e altrettanto faceva lo scienziato pisano chiedendogli di presentare alla corte spagnola un suo «trovato per gradar la longitudine, punto massimo per la ultima perfezione dell'arte nautica» e di fornirgli dati sulle correnti oceaniche che pensava di utilizzare nel Dialogo dei massimi sistemi.
Non si hanno notizie se Galilei si impegnasse per il progetto del Buonamici presso il granduca di Toscana mentre il diplomatico pratese cercò di favorire la richiesta di Galilei presso la corte spagnola ma dovette alla fine trascurarla perché fu incaricato nel 1630 dal duca di Neuburg di recarsi a Roma per ottenere la dispensa papale per sposare una sua cugina di fede non cattolica. Missione che Buonamici portò a buon effetto anche grazie alle conoscenze ed amicizie che riuscì a contrarre con gli ambienti diplomatici romani e con la Curia romana tra i quali una particolare confidenza con il residente toscano Piero Guicciardini e con il cardinale Barberini.
Grazie a questi rapporti amichevoli Buonamici ebbe anche modo di aiutare e sostenere Galilei durante l'iter del processo a lui intentato, consigliandogli di sottrarvisi accogliendo l'invito di Francesco Morosini di riparare a Padova sotto la protezione della Repubblica veneziana

### LaMemoriasul processo

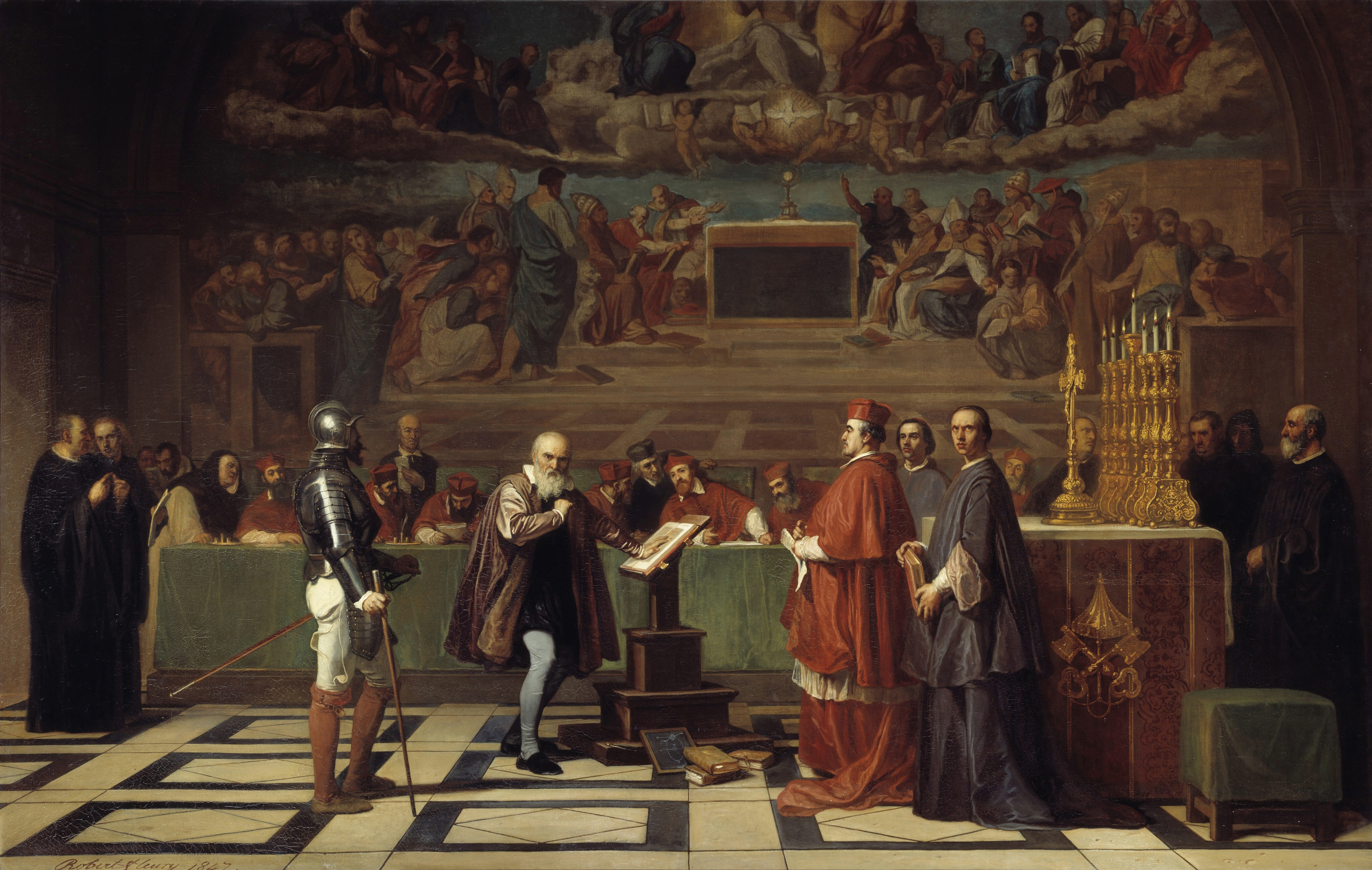
Galileo di fronte al Sant'Uffizio, dipinto di Joseph-Nicolas Robert-Fleury

Come testimone diretto degli avvenimenti relativi al processo, amico confidente di Galilei e stimato diplomatico presso la Curia, Buonamici redasse una memoria di quei fatti risalente all'anno 1616.
Nel suo scritto Buonamici riferisce come Galilei sottoposto a un primo intervento dell'Inquisizione avesse interrotto i suoi studi sull'eliocentrismo e che vi si fosse ancora dedicato nel 1624 solo per le sollecitazioni del cardinale Hoenzollern ispirate dal sottinteso parere favorevole di papa Urbano VIII.
Secondo Buonamici l'iniziale ottimismo sull'esito della vicenda si perse per l'intervento del padre Firenzuola, membro del Sant'Uffizio, il quale accusava Galilei per l'«odio et persecutione fratescha» che lo animava nei confronti di Niccolò Riccardi, maestro del Sacro palazzo, schierato con Galilei, che alla fine, per «l'impertinente et ambitiosa passione di un frate», era stato costretto ad «abiurare formatamente l'openione del Copernico, anchor che a lui fosse superfruo, ché non l'ha tenuta né difesa, ma solamente disputata».
Buonamici confermava così il parere di Galilei convinto che fosse stato condannato soltanto perché coinvolto nelle controversie tra domenicani e gesuiti.
Il Buonamici diffuse ampiamente, anche all'estero, la sua Memoria e ne mandò una copia a Galilei che era tornato ad Arcetri e che lo aveva pregato di inviargli una copia della sentenza e dell'abiura.

### Il ritorno in Toscana
Nel periodo appena seguente la conclusione del processo Buonamici, congedato onorevolmente dal duca di Neuburg, tornò in Toscana nominato nel 1634 dal granduca Ferdinando II "governatore degli spedali" di Prato dove ricoprì nello stesso anno la carica di gonfaloniere.
In questi anni continuò l'amichevole corrispondenza con Galilei e tra questi e la moglie del Buonamici, Alessandra Bocchineri, per la quale lo scienziato «pare anche che avesse una senile inclinazione sentimentale»

Morta il 22 settembre 1649 la moglie Alessandra, Buonamici si risposò nel 1650 con Maddalena di Bartolomeo Zeti.
Il diplomatico di lungo corso Giovanni Francesco Buonamici concluse la sua esistenza a Prato all'età di 77 anni il 10 gennaio 1669.